# Alogonia
Alogonia là một chi bướm đêm thuộc họ Erebidae.